# Teoria de campo de Qubits
Uma teoria de campos de qubits é uma teoria quântica de campos na qual as relações de comutação canônica envolvidas na quantização de pares de observáveis são relaxadas.

## Teoria
Em muitas teorias de campos quânticos comuns, restringir uma observável a um valor fixo resulta na incerteza da outra observável sendo infinita (cf. princípio da incerteza) e, como conseqüência, há potencialmente uma quantidade infinita de informações envolvidas. Na situação da comutação posição-momento padrão (onde o princípio da incerteza é mais comumente citado), isso implica que um volume de espaço fixo, finito, tem uma capacidade infinita para armazenar informações. No entanto, o limite de Bekenstein sugere que a capacidade de armazenamento de informações deve ser finita. A teoria de campos Qubit procura resolver esse problema removendo a restrição de comutação, permitindo que a capacidade de armazenar informações seja finita; daí o nome qubit, que deriva de bit quântico ou bit quantizado.
David Deutsch apresentou um grupo de teorias de campos qubit que, apesar de não exigir a comutação de certos observáveis, ainda apresenta os mesmos resultados observáveis que a teoria quântica de campos comum. J. Hruby apresentou uma extensão supersimétrica.